# Bosnisch-herzegowinische Basketballnationalmannschaft
Die bosnisch-herzegowinische Basketballnationalmannschaft (bosnisch Košarkaška reprezentacija Bosne i Hercegovine) ist die nationale Auswahl der bosnischen Basketballspieler.
Sie wird vom bosnischen Basketballverband Košarkaški savez Bosne i Hercegovine bestimmt und repräsentiert Bosnien und Herzegowina bei internationalen Turnieren oder Freundschaftsspielen.
Bosnien und Herzegowina erreichte 1993 sein erstes internationales Turnier bei der EuroBasket. Bisher nahmen sie insgesamt zehn Mal an der Veranstaltung teil.

## Geschichte
Nachdem sich Bosnien und Herzegowina im Rahmen der Unabhängigkeitskriege von Jugoslawien gelöst hatte, qualifizierte sich die bosnische Nationalmannschaft erstmals 1993 für eine EM-Endrunde. Bei der Endrunde 1993 in Deutschland wurde die Mannschaft von Emir Mutapčić, Sabahudin Bilalović und Ex-Europameister Mario Primorac angeführt und erreichte wegen des besseren direkten Vergleichs das Viertelfinale nach nur zwei Siegen in sechs Spielen. Dort belegte sie nach drei weiteren Niederlagen am Ende den achten Platz.
Dies blieb die bislang beste Platzierung, da bei weiteren fünf Endrunden-Teilnahmen bis 2011 weitere Siege ausblieben. Das verunmöglichte Qualifikationen für Basketball-Weltmeisterschaften oder Olympische Spiele. Bei der EM 2011 gelangen in einem erweiterten Teilnehmerfeld wieder zwei Endrundensiege – und zwar gegen die ehemaligen jugoslawischen Republiken Kroatien und Montenegro. Nach einer deutlichen Niederlage gegen Finnland mit 64:92 verpasste Bosnien-Herzegowina aber wegen des schlechteren direkten Vergleichs die Qualifikation für die Zwischenrunde der 16 besten Mannschaften.

## Ehemalige Spieler (Auswahl)
für die  jugoslawische Nationalmannschaft:
- Emir Mutapčić (* 1960), Olympiabronze 1984, für die bosnische Nationalmannschaft sowohl als Spieler und Trainer aktiv
- Mario Primorac (* 1961), Europameister 1989, später aktiv für die bosnische Nationalmannschaft

für die  bosnische Nationalmannschaft:
- Sabahudin Bilalović (1960–2003)
- Nenad Marković (* 1968), auch bosnischer Nationaltrainer
- Gordan Firić (* 1970)
- Damir Mršić (* 1970)
- Elvir Ovčina (* 1976)
- Aleksandar Radojević (* 1976)
- Jasmin Hukić (* 1979)
- Damir Krupalija (* 1979)
- Ermin Jazvin (* 1980)

## Ergebnisse bei Europameisterschaften
| Jahr | Austragungsort                              | Teilnahme bis...   | Gegner                                                   | Ergebnis  | Bemerkungen und Besonderheiten    |
| ---- | ------------------------------------------- | ------------------ | -------------------------------------------------------- | --------- | --------------------------------- |
| 1993 | Deutschland                                 | Viertelfinale      | Kroatien                                                 | 8. Platz  | Sabahudin Bilalović bester Werfer |
| 1995 | Griechenland                                | nicht qualifiziert | -                                                        | -         |                                   |
| 1997 | Spanien                                     | Vorrunde           | Griechenland, Russland, Türkei                           | 15. Platz |                                   |
| 1999 | Frankreich                                  | Vorrunde           | Kroatien, Italien, Türkei                                | 15. Platz |                                   |
| 2001 | Türkei                                      | Vorrunde           | Russland, Italien, Griechenland                          | 15. Platz |                                   |
| 2003 | Schweden                                    | Vorrunde           | Italien, Slowenien, Frankreich                           | 15. Platz |                                   |
| 2005 | Serbien und Montenegro                      | Vorrunde           | Griechenland, Slowenien, Frankreich                      | 15. Platz |                                   |
| 2007 | Spanien                                     | nicht qualifiziert | -                                                        | -         |                                   |
| 2009 | Polen                                       | nicht qualifiziert | -                                                        | -         |                                   |
| 2011 | Litauen                                     | Vorrunde           | Kroatien, Montenegro, Finnland, Griechenland, Mazedonien | 19. Platz |                                   |
| 2013 | Slowenien                                   | Vorrunde           | Serbien, Mazedonien, Litauen, Lettland                   | 12. Platz |                                   |
| 2015 | Frankreich, Kroatien, Deutschland, Lettland | Vorrunde           | Russland, Israel, Finnland, Polen, Frankreich            | 23. Platz |                                   |
| 2017 | Finnland, Israel, Türkei, Rumänien          | nicht qualifiziert | -                                                        | -         |                                   |
| 2022 | Deutschland, Georgien, Italien, Tschechien  | Vorrunde           | Ungarn, Deutschland, Slowenien, Frankreich, Litauen      | 18. Platz |                                   |
| 2025 | Finnland, Lettland, Polen, Zypern           |                    |                                                          |           |                                   |

## Cheftrainer der Nationalmannschaft
| Zeitraum  | Name                |
| --------- | ------------------- |
| 1993      | Ibrahim Krehić      |
| 1993      | Mirza Delibašić     |
| 1993–1995 | Faruk Kulenović     |
| 1995–2001 | Sabit Hadžić        |
| 2001–2003 | Draško Prodanović   |
| 2004–2006 | Mensur Bajramovic   |
| 2006–2008 | Nenad Markovic      |
| 2008–2010 | Mensur Bajramovic   |
| 2010–2012 | Sabit Hadžić        |
| 2012–2013 | Aleksandar Petrović |
| 2014–2015 | Duško Ivanović      |
| 2016      | Damir Mulaomerović  |
| 2017–2018 | Duško Vujošević     |
| 2018      | Jasmin Repeša       |
| 2018–2022 | Vedran Bosnic       |
| seit 2022 | Adis Beciragic      |